# Santa Cruz da Esperança
Santa Cruz da Esperança est une municipalité brésilienne de l'État de São Paulo et la Microrégion de Bananal.